# Policijsko kolo
Policijsko kolo je prevozno sredstvo, ki ga uporabljajo določene policijske postaje. Običajno ima obliko gorskega kolesa. So pa prilagojeni zahtevam vsake policijske postaje posebej.
Okretnost koles na pločnikih polnih ljudi in možnost manevriranja z njimi po ozkih ulicah z gostim prometom predstavlja prednost pred uporabo avtomobilov, kljub temu, da je končna hitrost koles nižja.
Policijske kolesarske patrulje so bolj običajne v pretežno urbanih predelih, kjer se nahajajo manjša območja, ki jih je potrebno nadzorovati. Uporaba koles namesto avtomobilov policistom omogoča lažji dostop in se uporabljajo predvsem na območju z manj kriminala. Prav tako se kolesa lahko poslužujejo tudi patrulje, ki sicer nadzor vršijo peš in si tako z njimi izboljšajo mobilnost in povečajo območje nadzora. Kolesa prav tako predstavljajo učinkovita sredstva pri boju s kriminalom v gosto naseljenih urbanih območjih. Kolesa so pri vožnji skoraj neslišna in se kršitelji pogosto niti ne zavedajo, da se jim približuje policist na kolesu. Poleg tega, če kršitelj poskusi peš pobegniti, je policist na kolesu hitrejši in lahko zelo hitro skoči s kolesa, če je to potrebno. Povprečno ima patrulja v avtomobilu 3.3 kontakte s strankami na uro, medtem ko ima patrulja na kolesu 7.3 kontakte na uro. Povprečno število ljudi v stiku s policijo je pri motoriziranih patruljah 10.5, medtem ko pri patruljah na kolesu 22.8. To nam torej enostavno pove, da je stopnja aktivnost policistov na kolesih višja kot pri policistih v avtomobilih.

## Zgodovina
Policija je kolesa pričela uvajati v zgodnjem obdobju 20. stoletja. Policisti so sprva uporabljali kar svoja kolesa. Sčasoma so kolesa postala standardna oprema, predvsem policije na ruralnem območju. Policija v Kentu je leta 1896 kupila 20 koles in do leta 1904 je obratovalo že 129 policijskih patrulj na kolesih v ruralnem okolju.
Nekatere države so policijska kolesa obdržale, medtem ko so druge prenehale z uporabo koles za nekaj časa. V poznem 20. stoletju so urbane kolesarske patrulje postale stalnica, saj so postale patrulje v avtomobilih čedalje bolj omejene zaradi naraščanja prometnih zastojev in uvajanja pešcon.

## Karakteristike policijskih koles
Kolesa, ki jih uporabljajo uradne osebe, so posebej izdelana zanje. Veliko izdelovalcev koles ponuja policijske modele, vključno  s Trekom, Cannondaleom, Specializedom, Fujijem, Safariland-Kono, Forceom, in KHS-jem.
Nekatera podjetja ponujajo policijske, tudi gasilske modele ter specifične modele za reševalce. Mnogi so opremljeni tudi z zadnjimi prtljažniki in torbami za prevoz opreme.
Pedala policijskih koles so skoraj vedno navadna, nekatera pa so opremljena tudi z zapenjanjem čevljev na pedala, vendar tako da se lahko nosijo tudi navadni čevlji, kar omogoča policistom, da zasledujejo nekoga tudi peš, če je to potrebno.
Opremljena so tudi s prednjo in zadnjo lučjo ter baterijo v obliki steklenice za pijačo, ki je nameščna tam, kjer se steklenica na kolesu običajno nahaja. Luči so lahko LED, halogenske, včasih pa tudi Xenonske. Spredaj je žaromet skupaj z utripajočimi rdečimi in modrimi lučmi. V Veliki Britaniji so kolesom za nujno medicinsko pomoč dovolili uporabo modrih utripajočih luči 21. oktobra 2005. Na zadnem delu se običajno nahaja rdeča luč.
Pnevmatike so po navadi srednje debeline z gladkim srednjim delom tekalne površine za vožnjo po utrjenih površinah in z nekaj gripa ob straneh, za boljši oprijem pri vožnji na neutrjenih površinah.
Nacionalni inštitut za varnost in zdravje pri delu je raziskal potencialne negativne učinke dolgotrajnega kolesarjenja na zdravje policijskih patrulj, vključno z možnostjo, da nekateri kolesarski sedeži povzročajo znaten pritisk na področje genitalij kolesarjev, s čimer je onemogočen normalen pretok krvi v genitalije. Omenjeni inštitut za kolesarjenje na delovnem mestu priporoča uporabo sedežev brez nosa. S tem se ne strinja kolesarski strokovnjak Grant Petersen, ki trdi, da so današnji sedeži že v osnovi oblikovani tako da preprečujejo omenjene težave in da sedeži brez nosa zmanjšujejo možnost obvladovanja kolesa.

## Treniranje
International Police Mountain Bike Association (Mednarodno združenje gorskih kolesarjev policistov) svojim članom omogoča treninige, organizira pa tudi letne konference na temo “Police On Bikes”(Policija na kolesu). Tečaj ima korenine v programu "Effective Cycling" (Efektivno kolesarjenje) Johna Foresterja.
V ZDA LEBA Law Enforcement Bicycling Association (Kolesarsko združenje pooblaščenih uradnih oseb) pomaga pri sprejemu standardov treninga za policiste. Omenjeno združenje ponuja policistom tristopenjsko certificiranje. Teme usposabljanja so predvsem tveganja, prehrana, upravljanje kolesa pri zelo nizki hitrosti, sodelovanje z lokalno skupnostjo, zakon na področju prometa, kolesarska abeceda, vzdrževanje kolesa, nočna patrulja, približevanje osumljenca in zaviranje, vendar se lahko glede na potrebe teme tudi spreminjajo.
Določene organizacije, kot je American Bike Patrol Services, so specializirane za praktično usposabljanje kolesarskih patrulj na terenu za policiste in varnostnike na kolesih. ABPS program vključuje posebne vsebine za usposabljanje osnovnih kolesarskih patrulj in varnost pri kolesarjenju ter ponuja enodnevno pridobivanje potrdila o uspešno opravljenem usposabljanju.